# Юрковица
Ю́рковица (укр. Ю́рковиця) — холм в Подольском районе Киева на Подоле. Известная сегодня под этим именем эта местность, по мнению В. Б. Антоновича и П. П. Толочко, была третьим образовывающим Киев пунктом —  Хоривицей.
Юрковица, Юрковка — название горы, яра и ручья (который существовал ещё в XVIII столетии). Гора граничит с горой Щекавица, Татаркой, Кирилловскими высотами. Разделена Юрковицким валом в направлении с запада на восток.
Юрковицкий ручей (Сверховица, Серховица) в древние времена впадал в Почайну. Ныне по его руслу расположены улицы Нижнеюрковская и Юрковская.

## История
В конце XIX века раскопки на Юрковице проводились археологом В. В. Хвойкой и Н. Ф. Биляшевским. В 60-е годы XX века Е. В. Максимовым и В. Д. Дяденко были обнаружены следы человеческой деятельности и поселения каменного века (Кирилловская стоянка), чернолесской культуры, зарубинецкой культуры и древнерусского периода.
Самые древние находки на Юрковице указывают, что гора входила в район промыслов (охоты, рыболовства) жителей кирилловского поселения позднего палеолита.
В течение шести (до конца IV столетия) веков на территории современного Киева существовали поселения зарубинецкой культуры. На Юрковице находилось одно из них. Оно имело укрепление (вал), которое использовалось в более поздние времена.
На сегодня нет данных про заселение Юрковицы ранее IX века[что?], но ряд исследователей с конца позапрошлого века отождествляют Юрковицу с летописной Хоривицей. Городище на Юрковице (Лысой или Плоской горе) господствовало над поймой Почайны. C городищем на Юрковице связан могильник (известен в историографии как Некрополь II), который тянется вдоль подножия Кирилловских высот. Обряд погребения идентичен могильнику на Старокиевской горе. Поселение Х —начала XI века на Юрковице (Лысой горе) являлось форпостом, защищавшим Киев с северо-запада.
После Батыевого нашествия эта местность упоминается в связи с Иорданским Николаевским женским монастырём, храмовые строения которого были уничтожены в 1935 году.